# 寺島靖国
寺島 靖国（てらしま やすくに、1938年2月11日 - ）は、日本のジャズ評論家。吉祥寺のジャズ喫茶「Meg（メグ）」のオーナー兼マスターとして知られる人物であるが、ジャズとオーディオに関する著書も多数ある。

## 経歴
東京都中野区出身。東京都立杉並高等学校を経て早稲田大学文学部独文科卒。1970年にジャズ喫茶「Meg」を開店。その後ジャズに関する著述業を初め、処女作「辛口! JAZZノート」を発表して以来、印税収入を元にオーディオ探求にも取り組み、ジャズ雑誌やオーディオ雑誌などに評論やエッセイを発表している。
2007年に自身のプロデュースによるレーベル「寺島レコード」を発足。第1弾『アローン・トゥゲザー / 松尾明トリオ』は「曲は哀愁、演奏はガッツ」「三分間芸術」「ニュー・レトロ・フィデリティ・サウンド」をテーマに録音やジャケットにもこだわっている。アナログ盤はCDとジャケットを変えるなど、2009年の5月迄で12作品発売されている。
また朝日カルチャー・センター、多摩川コミュニティ・クラブ、早稲田大学オープン・カレッジでジャズ講座の講師を努めている。

## 人物
日本のジャズ趣味・評論の世界で主流である黒人プレイヤー偏重、プログレッシブ志向、芸術性賞揚といった傾向とは一線を画しており、「聴いて楽しいこと」を重視する主義の持ち主。1950年代の白人ジャズや女性ポピュラーボーカル作品など、商業主義的であるとして、硬派のジャズファンから軽視されがちな作品を積極的に紹介、それら「知られざる作品」を日本でCDとして再リリースすることにも携わっている。ジャズ界の主流から外れることを意に介さず、「趣味に忠実な」辛口批評を躊躇しないポリシーを持つ。
2012年 DUBOOKSより「雑文集」を発表、
2007年にスタートした自身のプロデュースレーベル「寺島レコード」は2016年で9年目を迎えている。
オーディオにも大変力を入れており、ジャズ喫茶Megと自宅にドイツ製の「アバンギャルド」という大型高級スピーカーを購入。
特に自宅用は高く、当時の価格で700〜800万円と言われている。
寺島はカラーリングにも拘りがあり、Meg用は店の色と合わせてホーン部はレッド、自宅用のホーン部は自分の好きなイエローとした。
また、2015年には  長谷弘工業 (ハセヒロオーディオ)が発売したジャズ専用スピーカー「 UMU-191M    」を試聴し、「この10年くらいの間に他のスピーカーからは聴いたこともない音。これぞジャズを聴くためのスピーカーだと断言できる」と惚れ込み、即購入を決めた。その際、自身のCDシリーズにちなんだ「JAZZ Audio Fans Only 」を命名。それまで自宅で使用していたドイツ製小型スピーカーを手放して、「UMU-191M  JAZZ Audio Fans Only 」を導入した。
寺島はここでもイエローの鏡面仕上げによる納品を指定し、自宅のメインスピーカー「アバンギャルド」とカラーリングを統一するこだわりを見せた。
杉並高等学校の同期には日枝久（フジテレビ・現会長）がおり、寺島の著書でも時々彼の名前が挙がる。

## 主な著書
- 『辛口! JAZZノート』（1987年10月 日本文芸社・現在は文庫判が講談社より）
- 『JAZZリクエスト・ノート』（1989年10月 講談社）
- 『痛快！JAZZある記』（1992年5月 アドリブ）
- 『感情的JAZZコレクション』（1992年7月 講談社）
- 『吉祥寺JAZZ物語』（1993年4月 日本テレビ出版）
- 『辛口! JAZZ名盤1001』（1993年9月 講談社）
- 『JAZZの聴き方に法則はない』（1997年1月 講談社）
- 『JAZZ晴れ、時々快晴。』（1997年12月 山海堂）
- 『JAZZオーディオ「快楽地獄」ガイド』（1998年5月 講談社）
- 『愛と哀しみのジャズカタログ』（2000年11月 小学館）
- 『JAZZジャイアンツ名盤はこれだ!』（2001年6月 講談社・安原顕との共著）
- 『新しいJAZZを聴け!―165名鑑カタログ』（2001年7月 宝島社）
- 『JAZZオーディオ悶絶桃源郷―寺島流最強システム構築ガイド』（2001年8月 河出書房新社）
- 『サニーサイドジャズカフェが選ぶ超ビギナーのためのCDガイド』（2001年12月 朝日新聞社）
- 『楽器でJAZZを楽しもう』（2002年7月 河出書房新社）
- 『聴かずに死ねるか! JAZZこの一曲』（2002年11月 講談社）
- 『愛と哀しみのジャズ日記』（2003年5月 河出書房新社）
- 『JAZZオーディオ寝ても覚めても四苦八苦』（2004年10月 河出書房新社）
- 『吉祥寺Jazz CafeマスターがすすめるはじめてのJAZZ50+2』（2005年7月 河出書房新社）
- 『たのしいジャズ入門』（2005年11月 春風社）
- 『JAZZピアノ・トリオ名盤500』（2006年2月 大和書房）
- 『疾風怒濤のJAZZオーディオ放蕩生活』（2007年8月 河出書房新社）
- 『JAZZ雑文集 (DU文庫)』（2012年2月 DU BOOKS）
- 『JAZZ偏愛主義 ジャズの新しい聴き方・愛で方(DU文庫)』（2013年1月 DU BOOKS）
- 『JAZZ遺言状 辛口・甘口で選ぶ、必聴盤からリフレッシュ盤まで600枚』（2018年8月 DU BOOKS）

## 寺島レコードの主なタイトル
- （2007/08/24）松尾明トリオ アローン・トゥゲザー
- （2007/12/07）JAZZ BAR 2007 ジャズバー2007
- （2008/07/25）松尾明トリオ ベサメ・ムーチョ
- （2008/09/05）For Jazz Audio Fans Only 1 ジャズ・オーディオ VOL.1
- （2008/09/19）MAYA MAYA＋JAZZ
- （2008/09/26）スライド・ハンプトン/ウーメオ ビッグバンド イン・モントルー
- （2008/09/26）P.パブロ・トーレス ペッパー・トロンボーン
- （2008/10/24）ルシー・アン・ポルク
- （2008/11/21）MAYA ハブ・ユアセルフ・ア・メリー・リトル・クリスマス
- （2008/12/05）JAZZ BAR 2008 ジャズバー2008
- （2009/01/23）高橋康廣 ウィズ 松尾明トリオ メランコリー・セレナーデ
- （2009/05/22）MAYA マルチニークの女
- （2009/07/24）松尾明 ニュー・フロンティア・クインテット ザ・スナッパー
- （2009/10/23）For Jazz Audio Fans Only  2	ジャズ・オーディオ .2
- （2009/12/11）JAZZ BAR 2009 ジャズ・バー2009
- （2009/12/11）谷殿明良 with松尾明トリオ グリーン・チムニーズ
- （2010/02/19）松尾明トリオ	ミート・ミー・イン・パリス
- （2010/07/21）大橋祐子トリオ プレリュード・トゥ・ア・キス
- （2010/07/21）JAZZ BAR BEST+5 ジャズ・バー ベスト
- （2010/09/08）MAYA ユー・ビロング・トゥ・ミー
- （2010/10/08）For Jazz Audio Fans Only  3	ジャズ・オーディオ .3
- （2010/12/08）JAZZ BAR 2010 ジャズ・バー2010
- （2011/04/27）V.A.(寺島靖国) ALL BESAME MUCHO
- （2011/04/27）ミシェル・サルダビ－	ナイト・ブロッサム
- （2011/10/05）寺村容子 YOKO'S MOODS
- （2011/11/09）For Jazz Audio Fans Only 4 ジャズ・オーディオ 4
- （2011/12/07）JAZZ BAR 2011 ジャズ・バー2011
- （2010/03/21）大橋祐子トリオ ブエノスアイレス 1952
- （2012.04/25）MAYA	ブルージー MAYA
- （2012.07/02）For Trombone Fans Only .1	フォー・トロンボーン・ファン
- （2012.10/10）For Jazz Audio Fans Only 5	J・オーディオ-5
- （2012.12/12）JAZZ BAR 2012	ジャズ・バー 2012
- （2013/01/09）山本玲子 	YR テンパス・フュージット
- （2013.05/01）松尾明	イースターパレード
- （2013.06/05）寺村容子	ザ・ソング
- （2013.07/24）スーザン・トボックマン	ウォーターカラー・ドリーム
- （2013.10/23）For Jazz Audio Fans Only 6	J・オーディオ-6
- （2013.12/04）JAZZ BAR 2013	ジャズ・バー 2013
- （2013.12/25）大橋祐子トリオ	トゥ-・コード
- （2014.02/19）スーザン・トボックマン	ライヴ・イン・デトロイト
- （2014.04/23）中平穂積	俺のリクエスト帳 DIG/DUG編
- （2014.07/23）マヤ	マヤ・スタイル
- （2014.08/06）アンドレア・ライト　	セプテンバー・イン・ザ・レイン
- （2014.10/22）For Jazz Audio Fans Only 7	J・オーディオ-7
- （2014.12/03）JAZZ BAR 2014	ジャズ・バー 2014
- （2015.03/04）山本玲子　	ウィルトンズ・ムード
- （2015.07/08）For Jazz Vocak Fans Only 1 J・ヴォーカル-1
- (2015.07/08) 寺村容子  ブルー
- (2015.10/21) For Jazz Audio Fans Only 8  J・オーディオ-8

## 出演ラジオ番組
- PCMジャズ喫茶（現：ジャズ喫茶「MUSIC BIRD」）（ミュージックバード）
- ジャズ道場破り（ミュージックバード）